# Metro Athen GIII

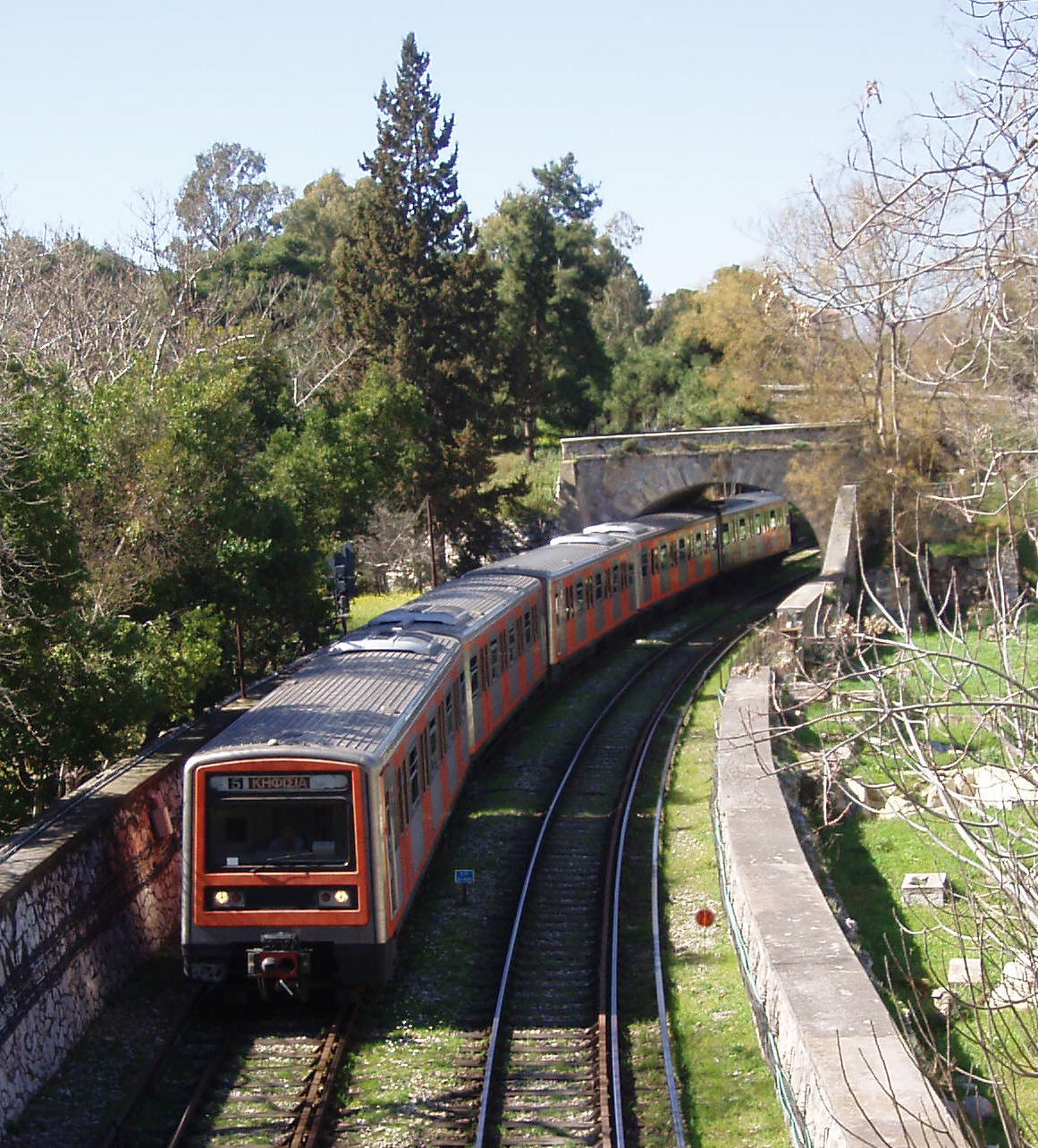
G III der 3. Bauserie, Athen–Kifisia

Der GIII ist eine Triebwagen-Baureihe der Metro Athen. 
Die Triebwagen gehörten zu der Baureihe G, welche ursprünglich im Netz der U-Bahn Berlin zum Einsatz kam. Die Fahrzeuge wurden in Nürnberg von MAN zunächst auf der Basis der G-II-Triebwagen entwickelt und teils mit MAN-Technik ausgestattet.
Es gab bei den G III-Zügen drei Bauserien, die sich sowohl optisch als auch technisch unterschieden. In der ersten Bauserie wurden die Inneneinrichtung und die Fahrmotoren der Baureihe G I verwendet, in der zweiten und dritten Bauserie wurde neue Technik verwendet, welche für die G III-Züge von MAN entwickelt worden war. 
Gebaut wurden die Fahrzeuge dann ab 1983 bei LEW Hennigsdorf in der DDR in Zusammenarbeit mit MAN und Siemens.
In den 1980er Jahren wurden sie nach Athen verkauft. Aufgrund des dort herrschenden Klimas waren sie jedoch wegen der fehlenden Klimaanlagen unbeliebt und kamen ab 1999 nur in den Stoßzeiten bei der Metro Athen–Kifisia und Piräus zum Einsatz. Die Fahrzeuge der ersten Bauserie wurden letztlich 2004 vollständig verschrottet. Die Fahrzeuge der zweiten und dritten Bauserie werden mittlerweile aufgrund der technischen und wagenbaulichen Unterschiede nicht mehr zu den G III-Zügen gezählt.